# کلمنتین (فیلم ۲۰۰۴)
کلمنتین (به کره‌ای: 클레멘타인) یک فیلم سینمایی اکشن و درام محصول مشترک سینمای کره جنوبی و آمریکا تولید سال ۲۰۰۴ به کارگردانی کیم دئونگ است. در این فیلم بازیگر استیون سایگل نقش ۱۰ دقیقه‌ای دارد که به عنوان "قهرمان مبارزه در قفس" بازی می‌کند. داستان این فیلم در مورد کیم، یک قهرمان تکواندو است.